# Зубрёнок (детский центр)
Учреждение образования «Национальный детский образовательно-оздоровительный центр „Зубрёнок“» (НДЦ «Зубрёнок») (Мядельский район Минской области, Республика Беларусь, территория Национального парка «Нарочанский») — Национальный детский центр Министерства образования Республики Беларусь, популярный в СССР пионерский лагерь республиканского значения.

## История

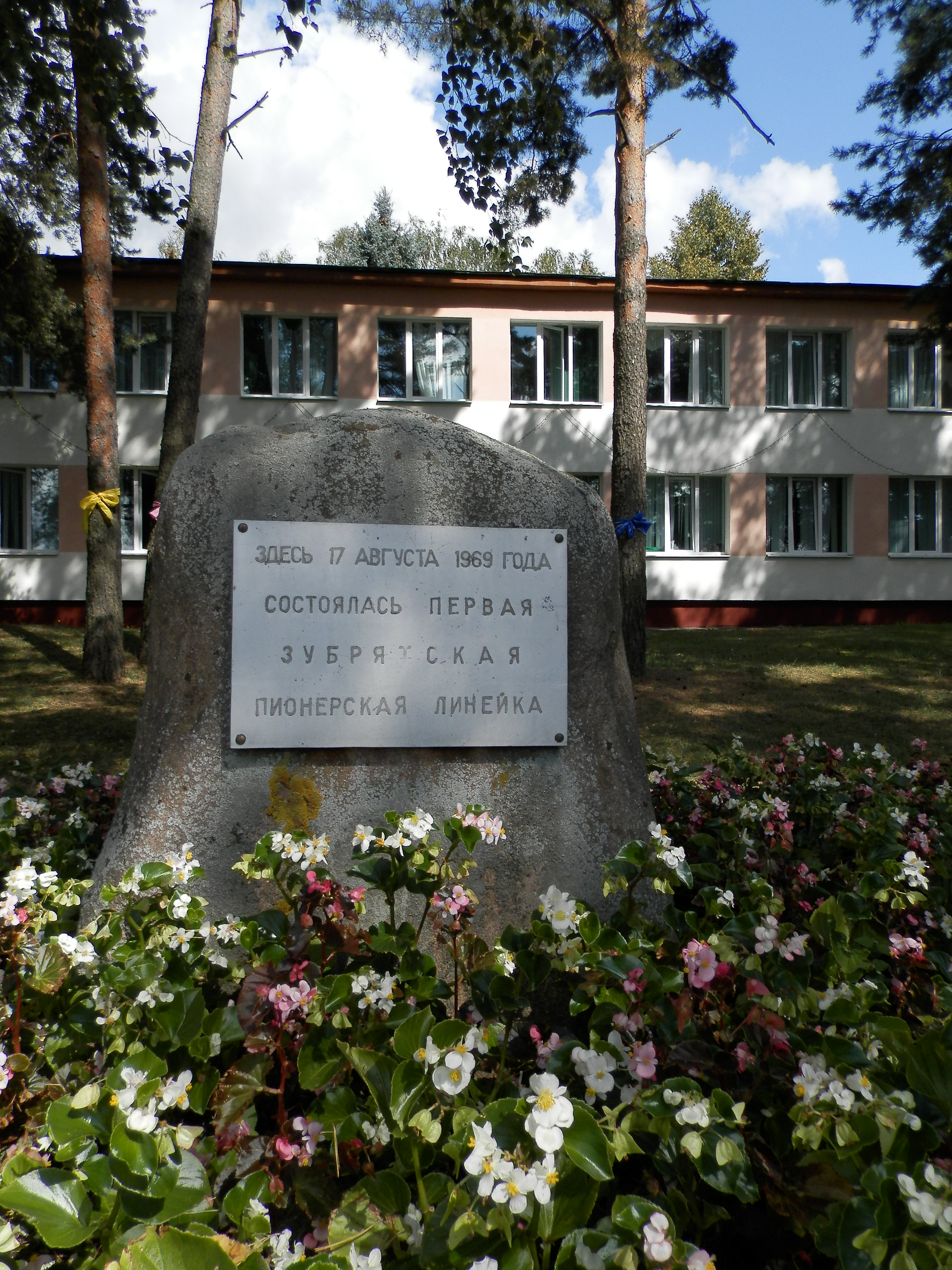
Памятный камень с табличкой в честь первой линейки в НДЦ "Зубрёнок"

В 1962 году Совет Министров БССР принял Постановление «О строительстве Республиканского пионерского лагеря "Зубрёнок"», который должен был быть построен в 1967-1978 годах в Мядельском районе Минской области на берегу озера Нарочь. Первую очередь было запланировано ввести в эксплуатацию в 1969 году с присвоением лагерю статуса «Республиканский».
17 августа 1969 года серебряные пионерские горны возвестили об открытии лагеря пионерского и комсомольского актива школ Беларуси. Поездка в лагерь была большой честью, наградой за примерную учебу, общественно-полезные дела, высокое доверие школьного коллектива.
В августе 1969 года введены в строй спальный корпус на 160 мест, столовая на 400 мест, лечебный корпус, 12-квартирный жилой дом, овощехранилище, школа на 360 мест, актовый и спортивный залы.
1970 год — присоединение лагеря издательства ЦК КПБ «Звёздочка», образование двух дружин: «Лазурная» и «Звёздная».
1972 год — вводится в строй второй корпус («Лесной»).
1979 год — входит в строй третий корпус дружины «Лазурная» («Озёрный»). Лагерь стал принимать до 700 человек летом и 420 детей в учебное время.
1987 год — ввод новой школы на 640 мест с большим кинозалом и спортивным комплексом. Начал функционировать Дом детского творчества (кружки, туристический клуб, библиотека, спортивные занятия).
1993 год — собственником лагеря становится Фонд социальной поддержки детей и подростков «Мы – детям» (Постановление Совета Министров Республики Беларусь от 17 февраля 1993 г. № 76).
18 августа 2000 года — согласно Постановлению Совета Министров Республики Беларусь от 18 августа 2000 года передан в ведение Министерства образования Республики Беларусь (Постановление Совета Министров Республики Беларусь от 18 августа 2000 г. № 1312).
2001 год — ввод пятого спального корпуса на 239 мест «Солнечный город». В это же время начат ремонт корпуса «Звёздный мир» (бывшая дружина «Звёздная»).
2005 год — окончание ремонта и ввод в эксплуатацию корпуса «Звёздный мир», открытие столовой «Звёздная», корпуса «Зелёная поляна» и учебно-экскурсионного центра старинной бытовой культуры беларусов «Хутор Неслучь», закрытие на реконструкцию корпуса «Озёрный причал».
2006 год — окончание реконструкции корпуса «Озёрный причал», начало обновления корпуса «Лесной дом».
2007 год — окончание реконструкции корпуса «Лесной дом», начало обновления корпуса «Лазурный остров». Ввод в эксплуатацию после капитального ремонта плавательного бассейна с сауной.
2008 год — окончание реконструкции корпуса «Лазурный остров» и капитально отремонтированной столовой «Лазурная».
2008 год — окончание капитального ремонта и полный ввод в эксплуатацию школы.
2009 год — завершение капитальной реконструкции спортивных сооружений и пляжной зоны.
6 августа 2009 года переименован в учреждение образования «Национальный детский образовательно-оздоровительный центр "Зубрёнок"».
2010 год — построен игровой павильон.
30 июля 2010 года — визит Президента Республики Беларусь А. Г. Лукашенко.
2011 год — ввод в эксплуатацию нового здания Дворца детского творчества.
2014 год — открыт новый корпус «Радужный», который планируется расширить и сделать отдельной структурной единицей Центра.

## Фотогалерея

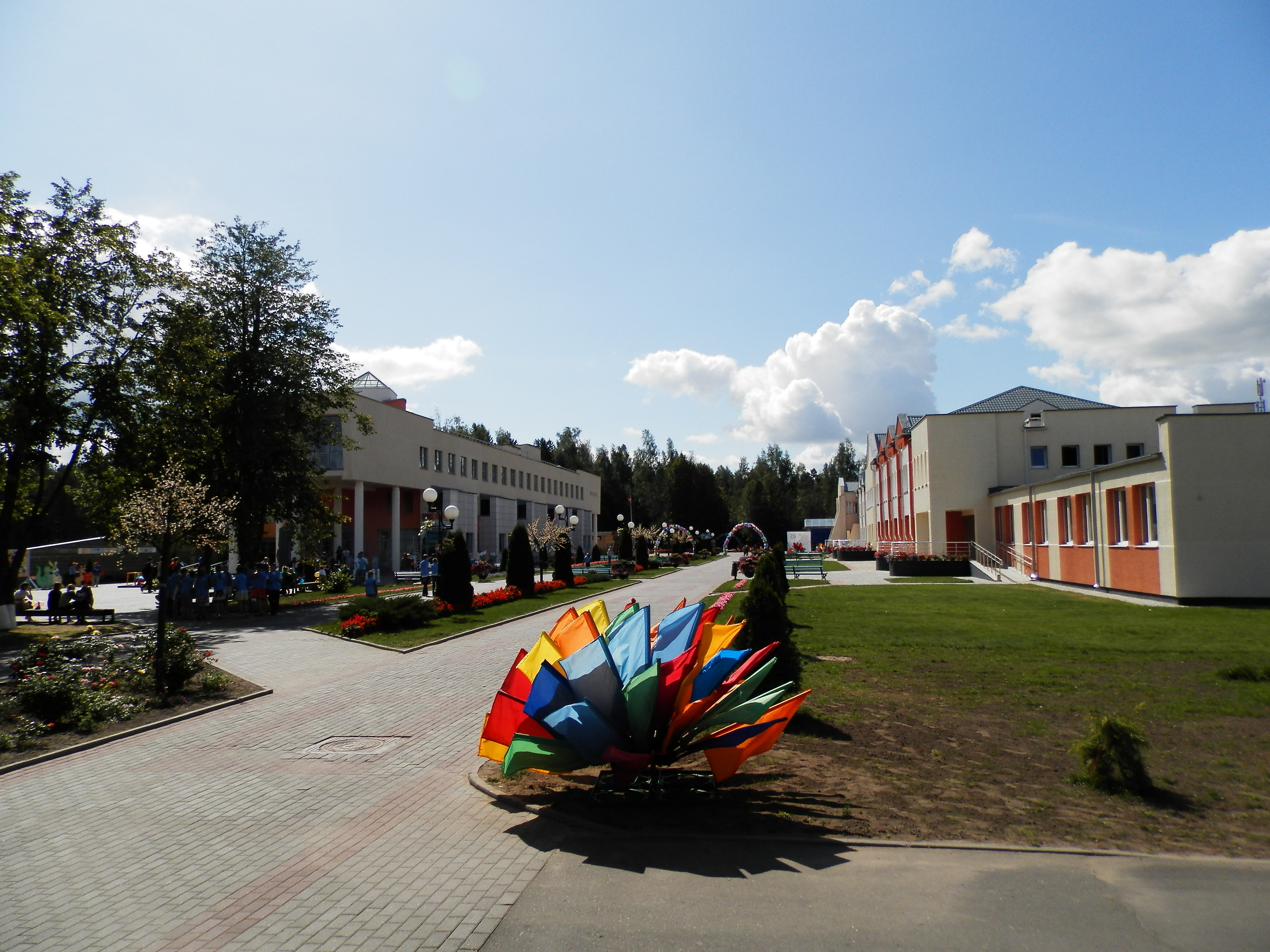
Центральная аллея
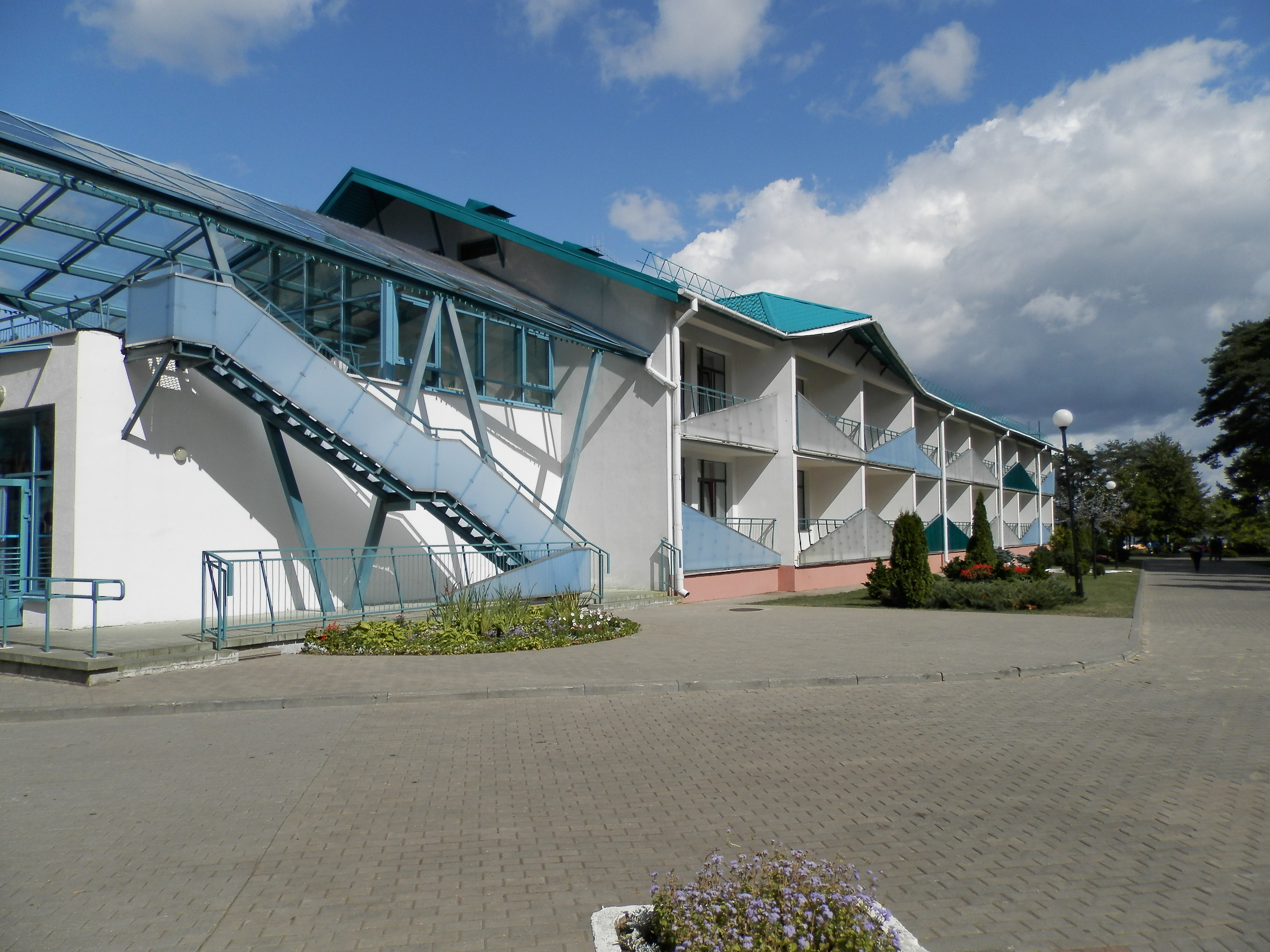
Корпус "Лазурный остров"
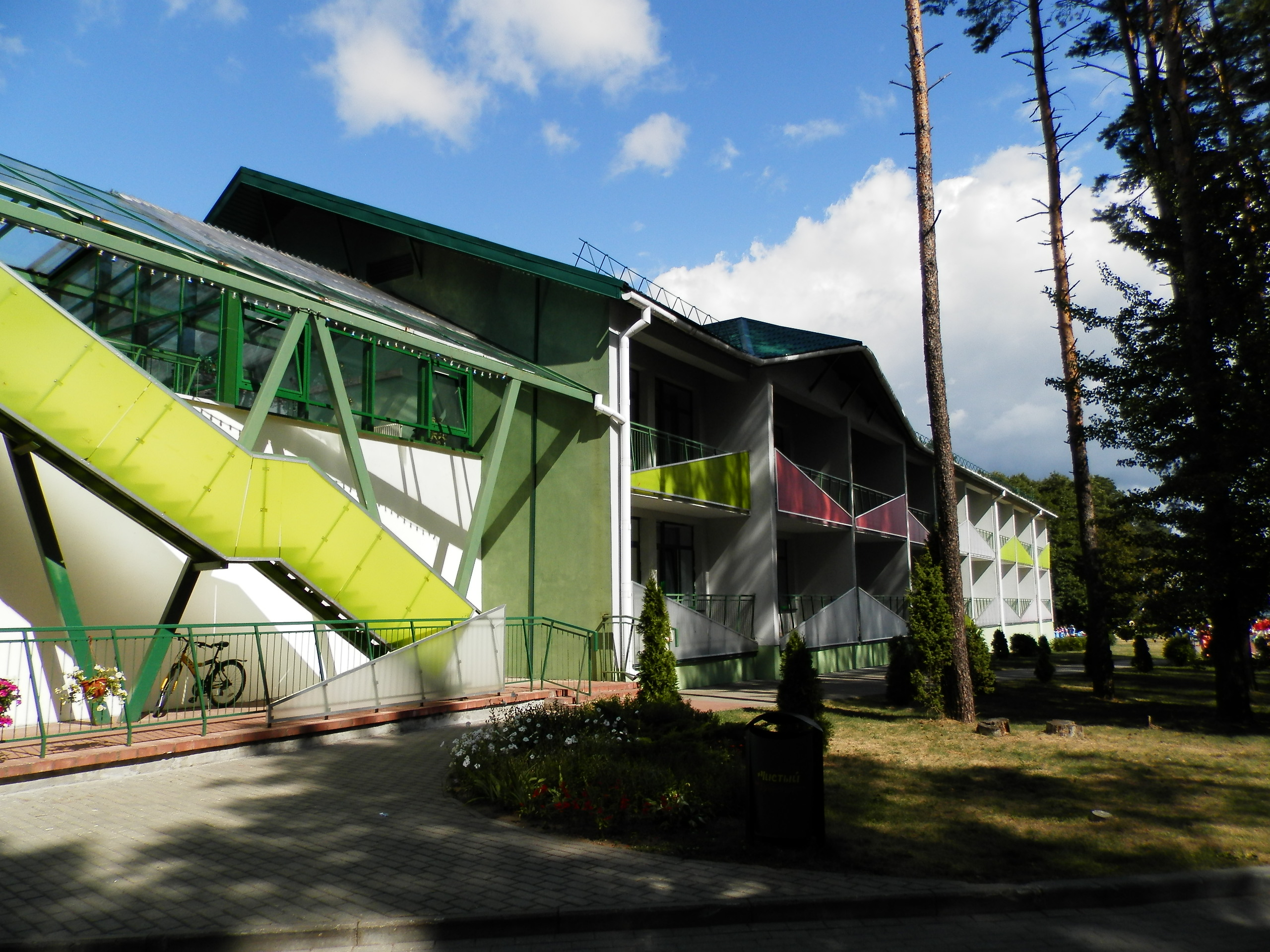
Корпус "Лесной дом"
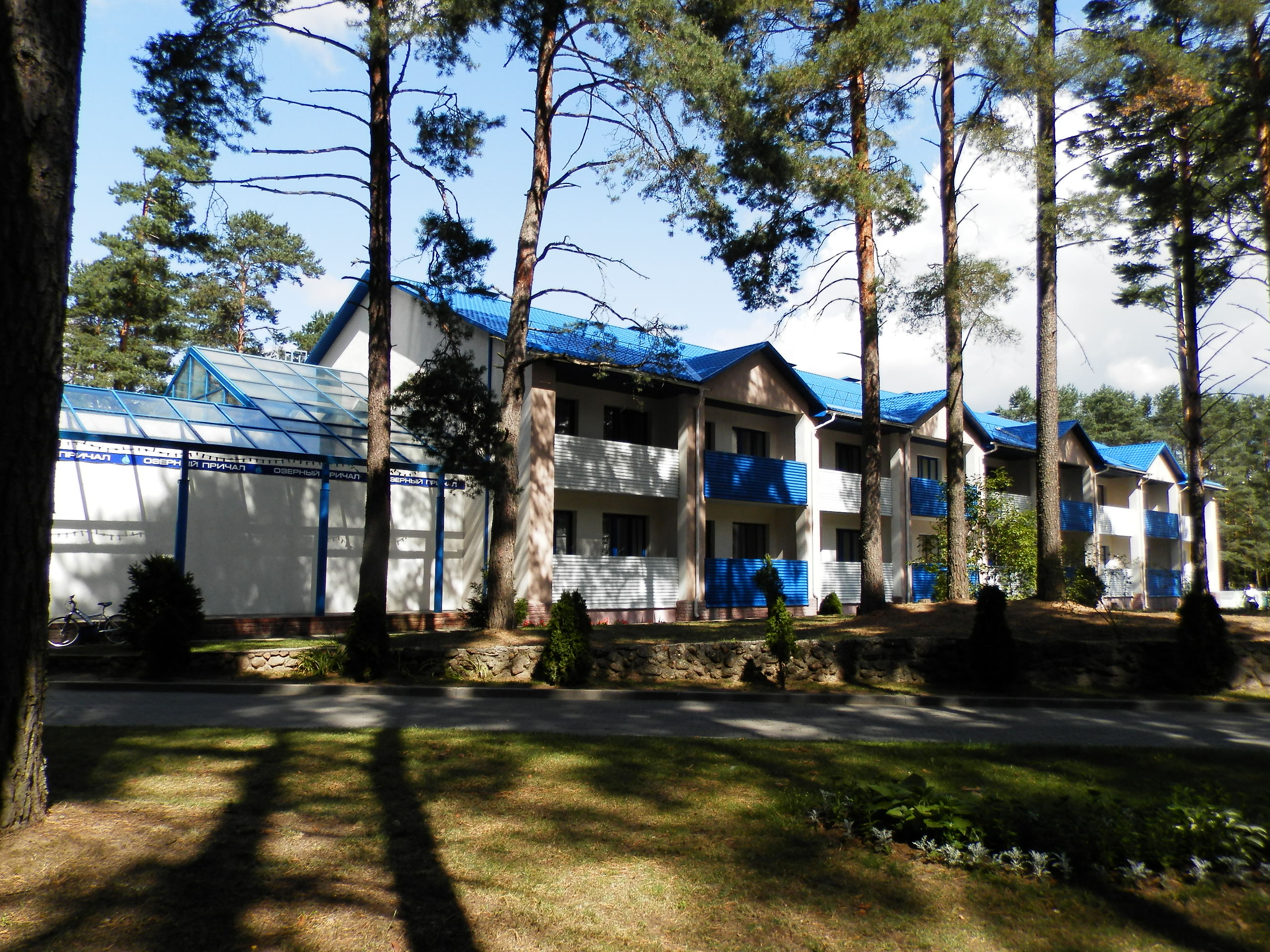
Корпус "Озёрный причал"
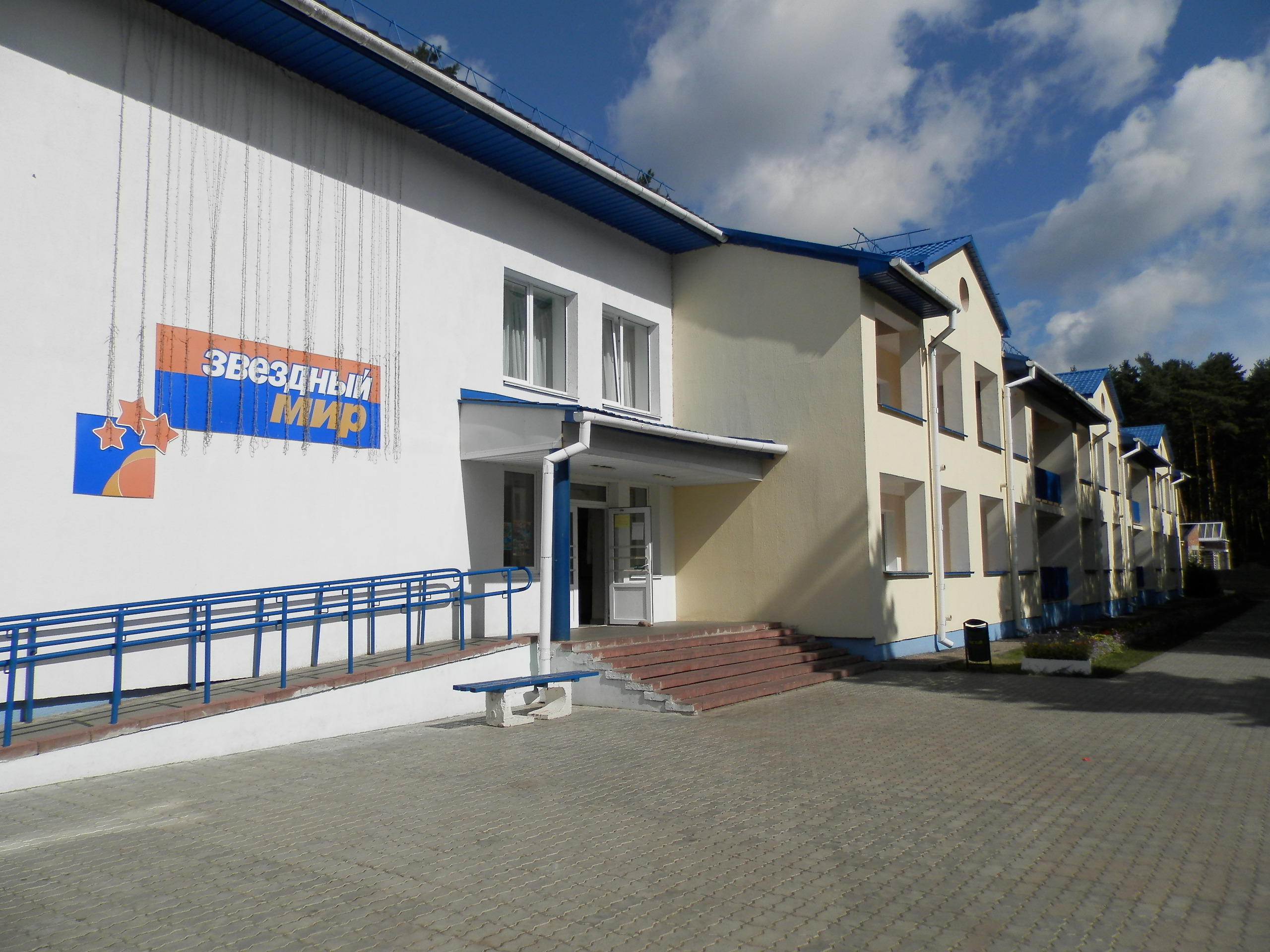
Корпус "Звёздный мир"
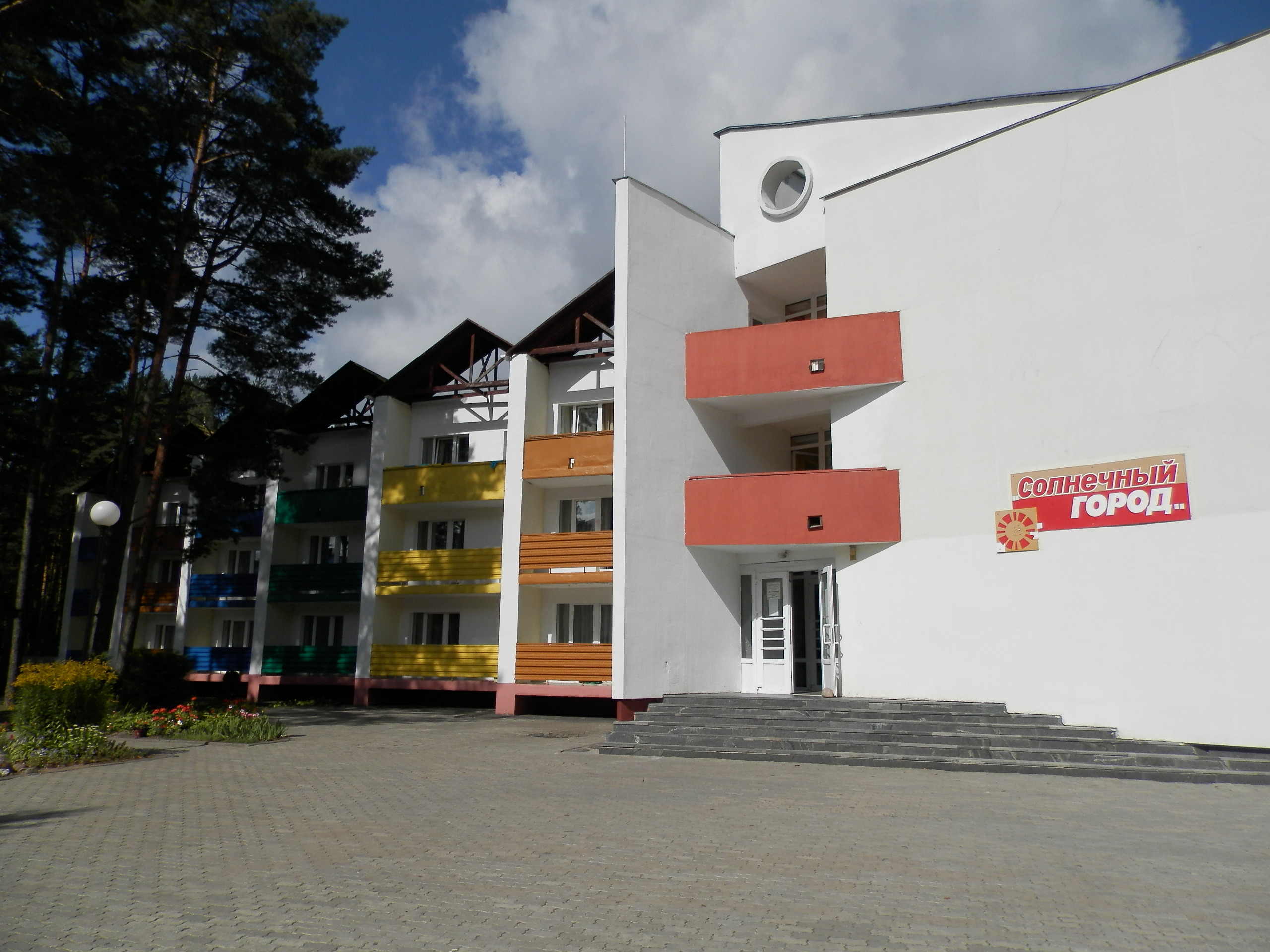
Корпус "Солнечный город"
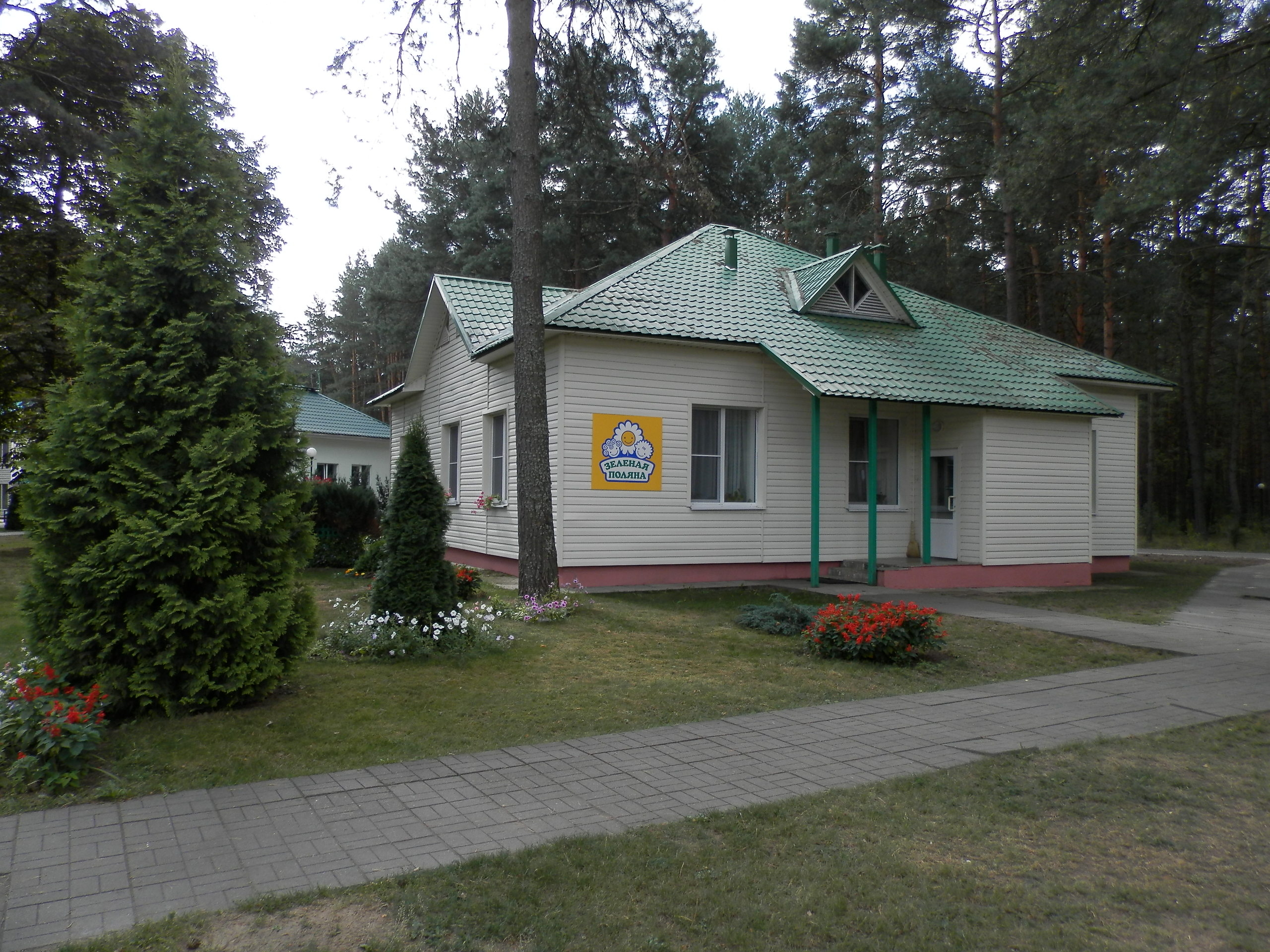
Корпус "Зелёная поляна"
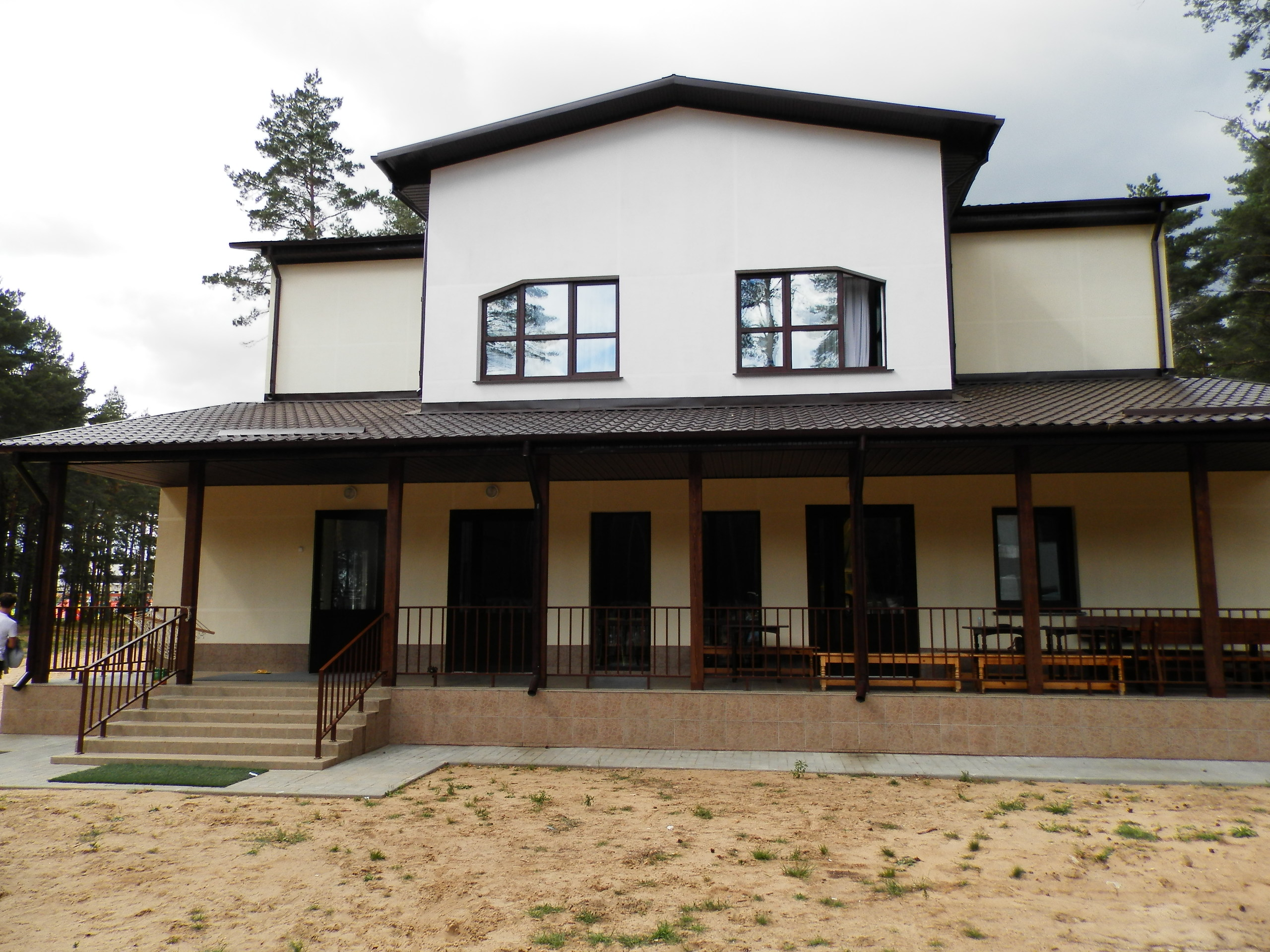
Корпус "Радужный"
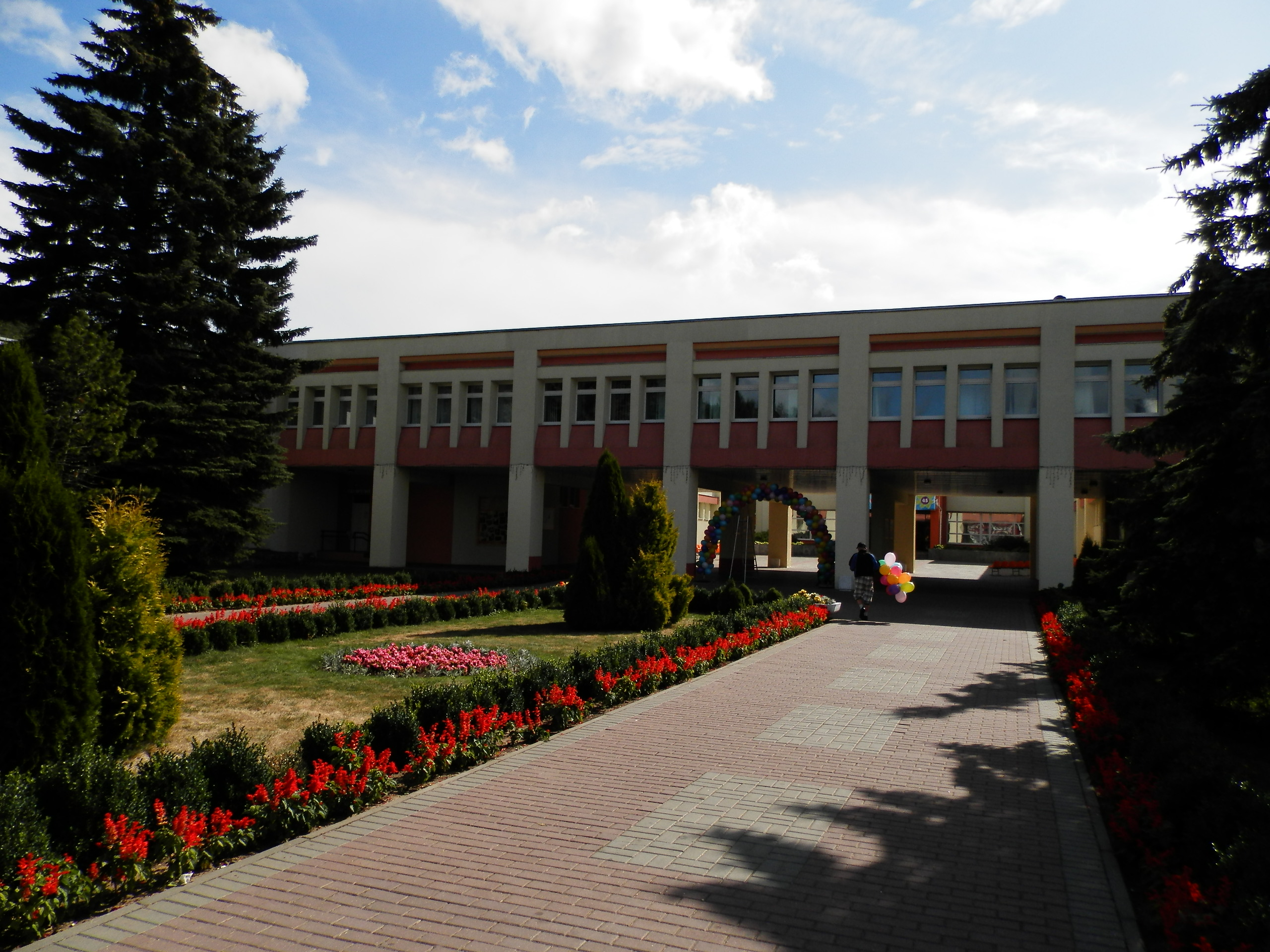
Школа
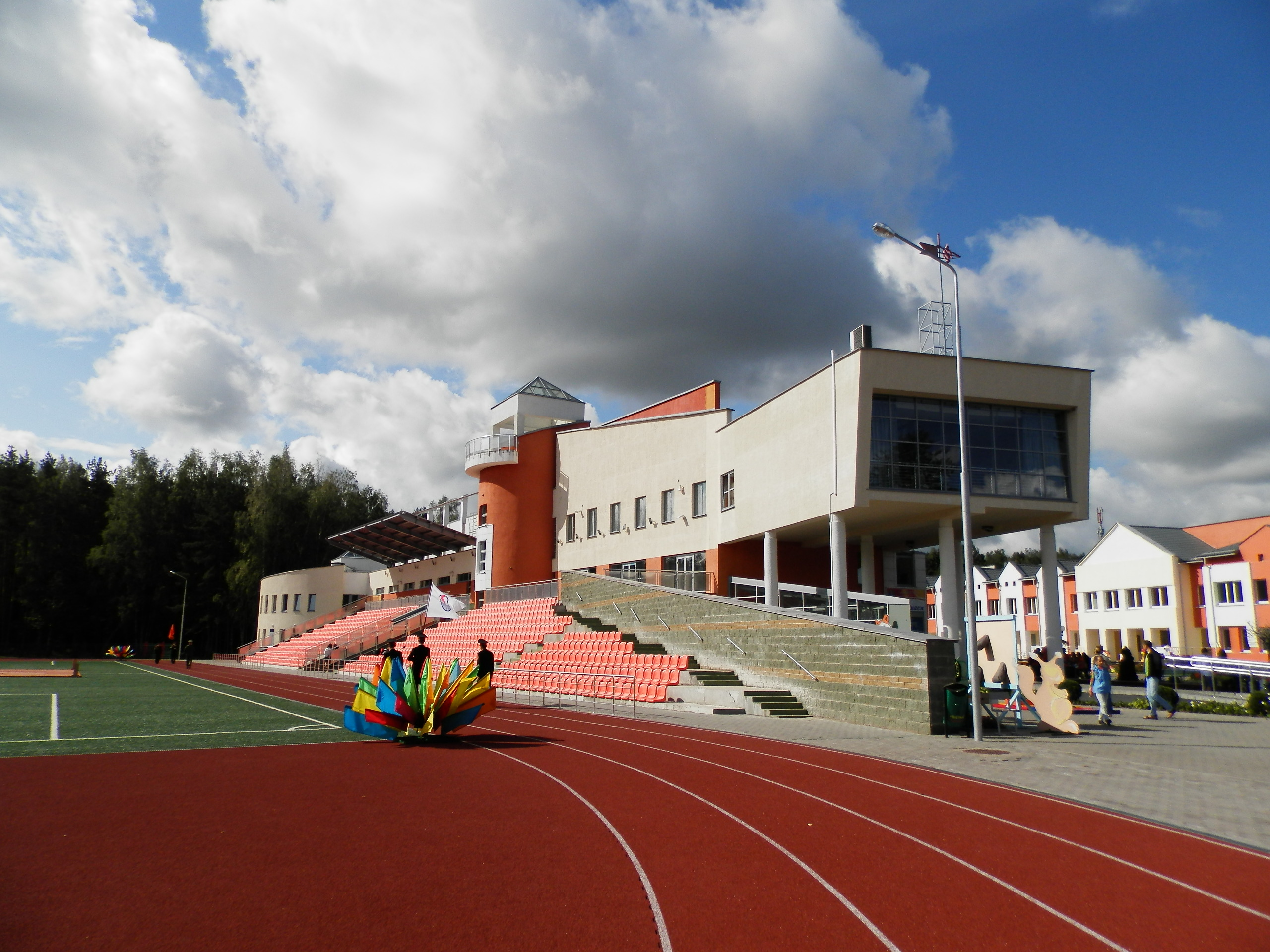
Дворец детского творчества
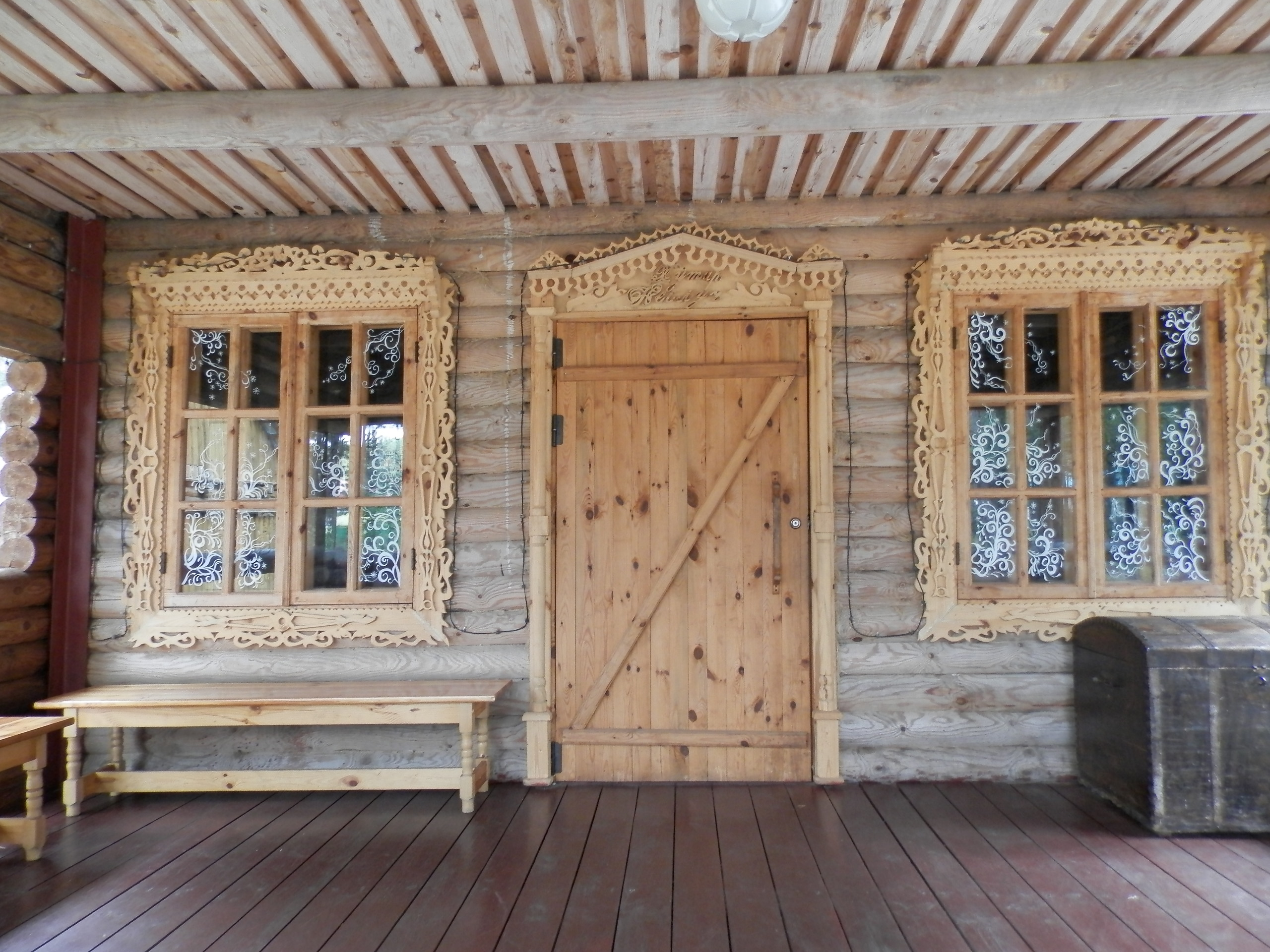
Хутор "Неслучь"
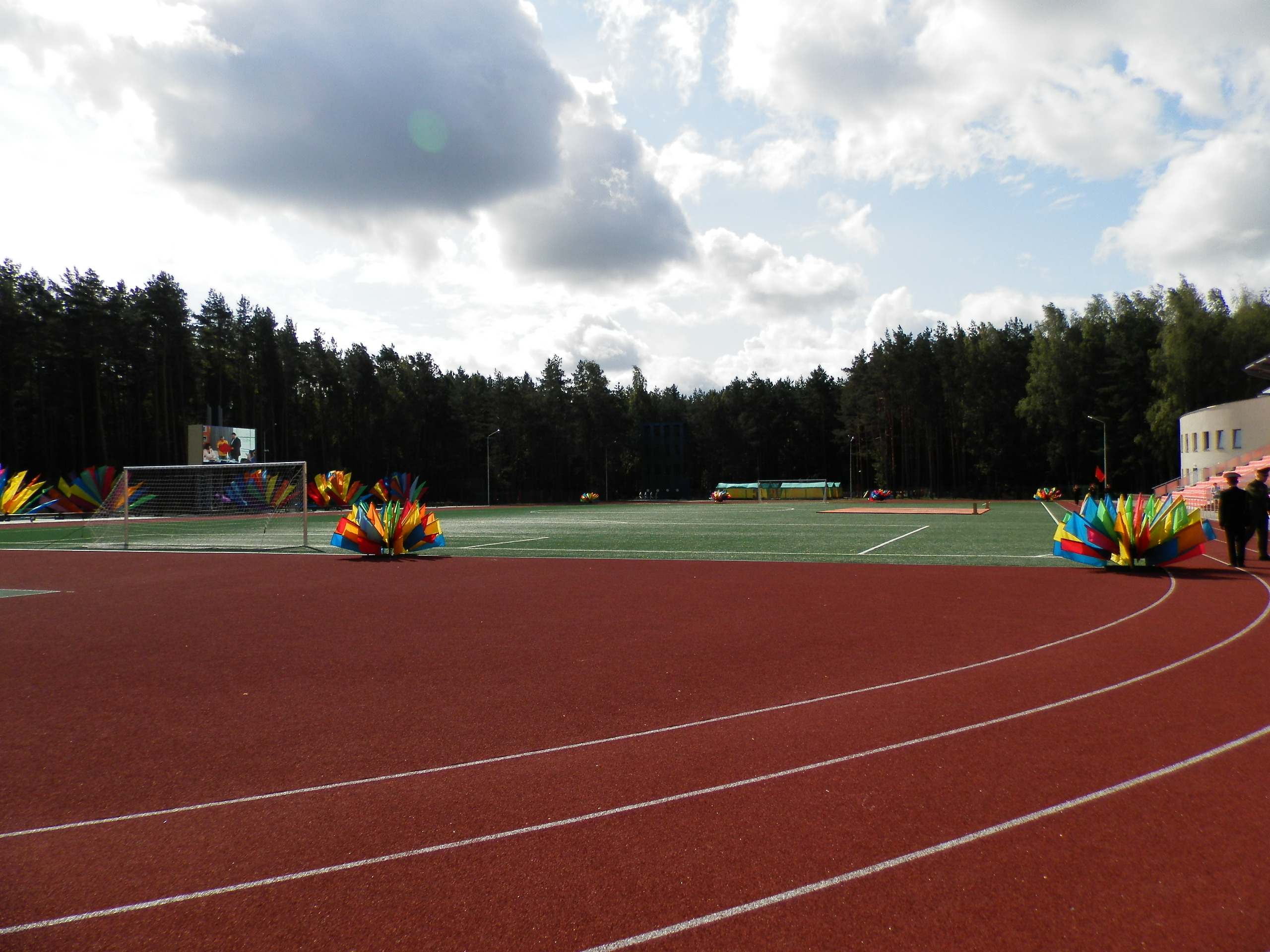
Спортивный стадион
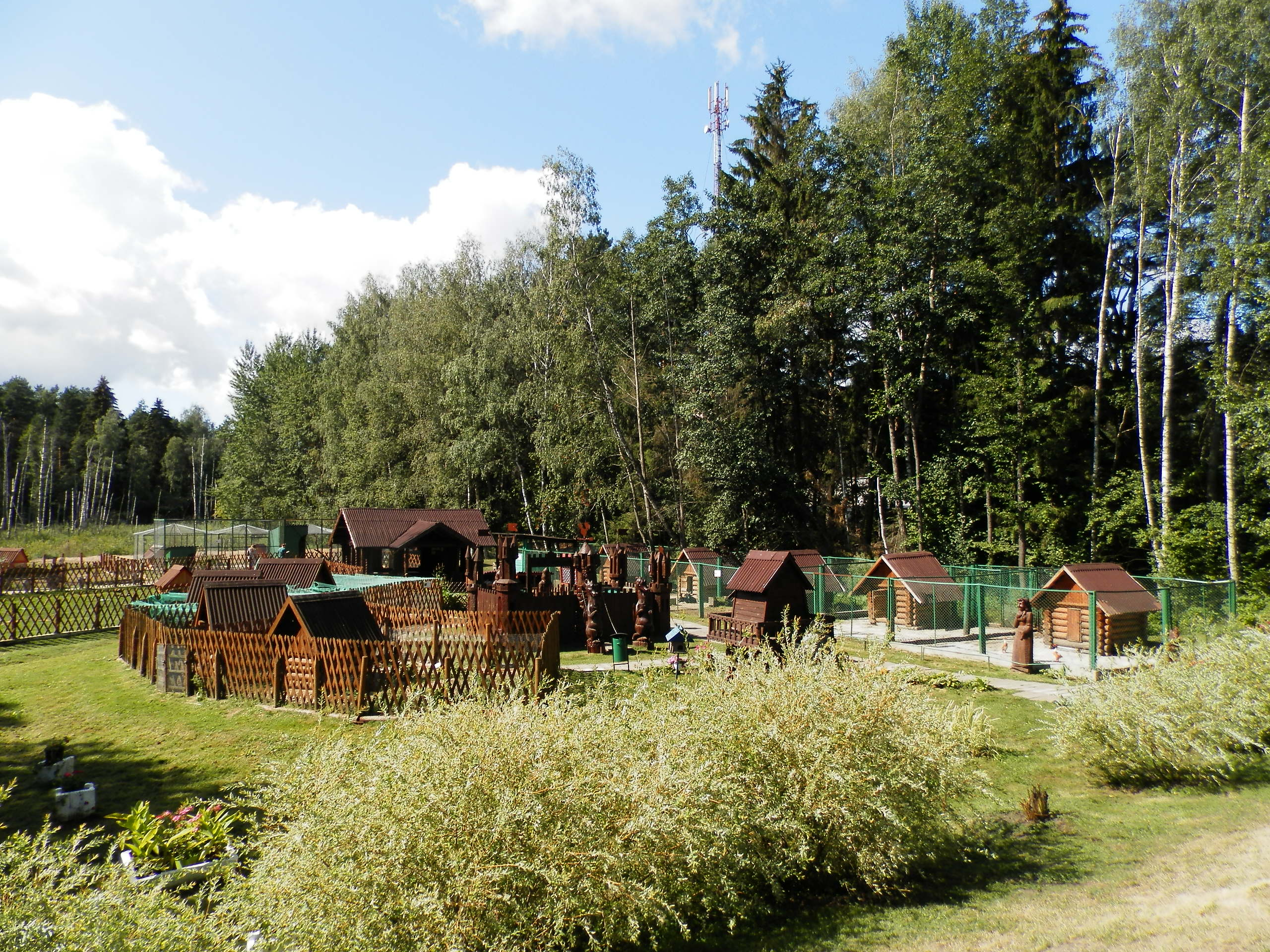
Экоплощадка "Бобровая хатка"
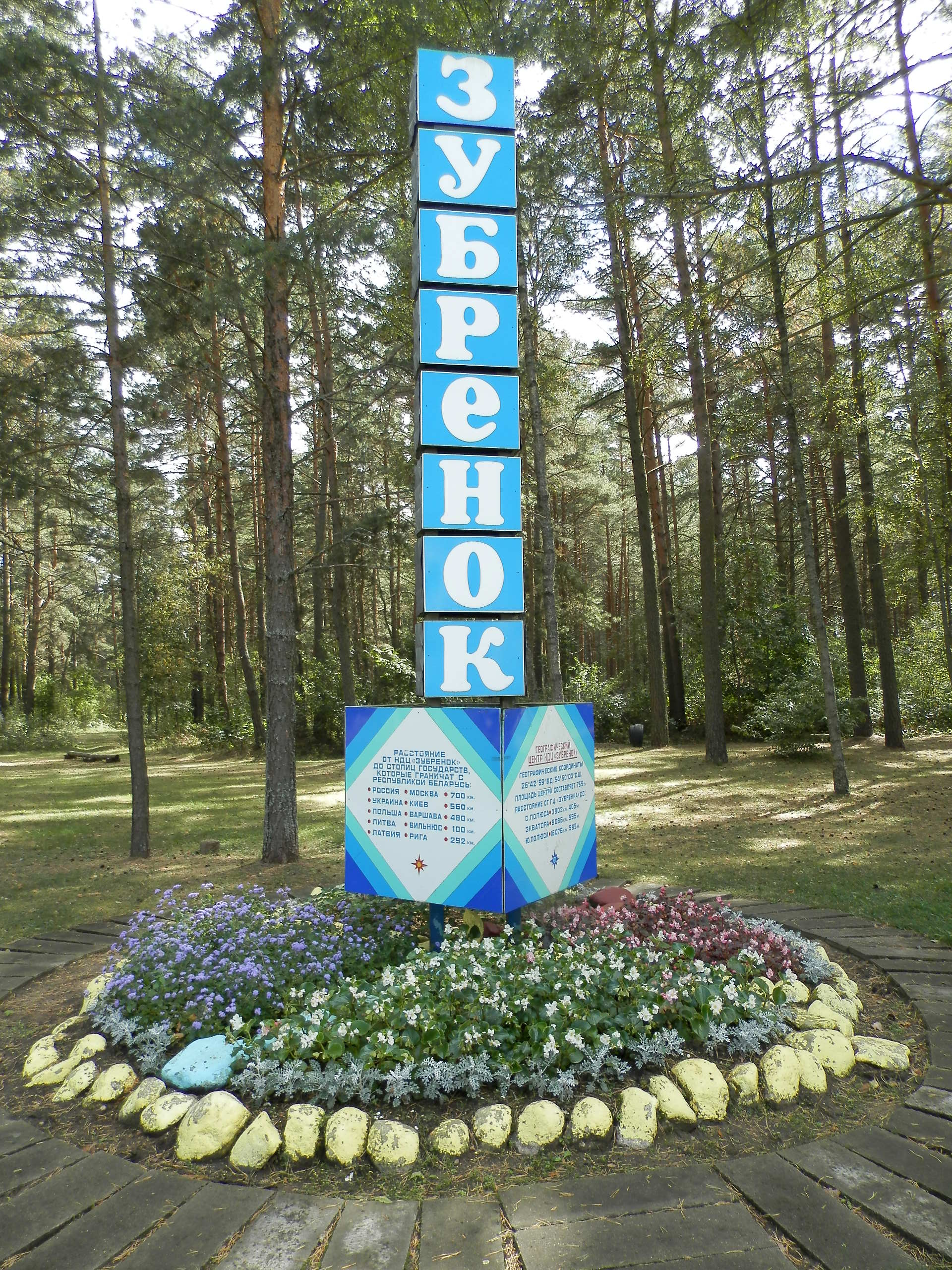
Географический центр "Зубрёнка"
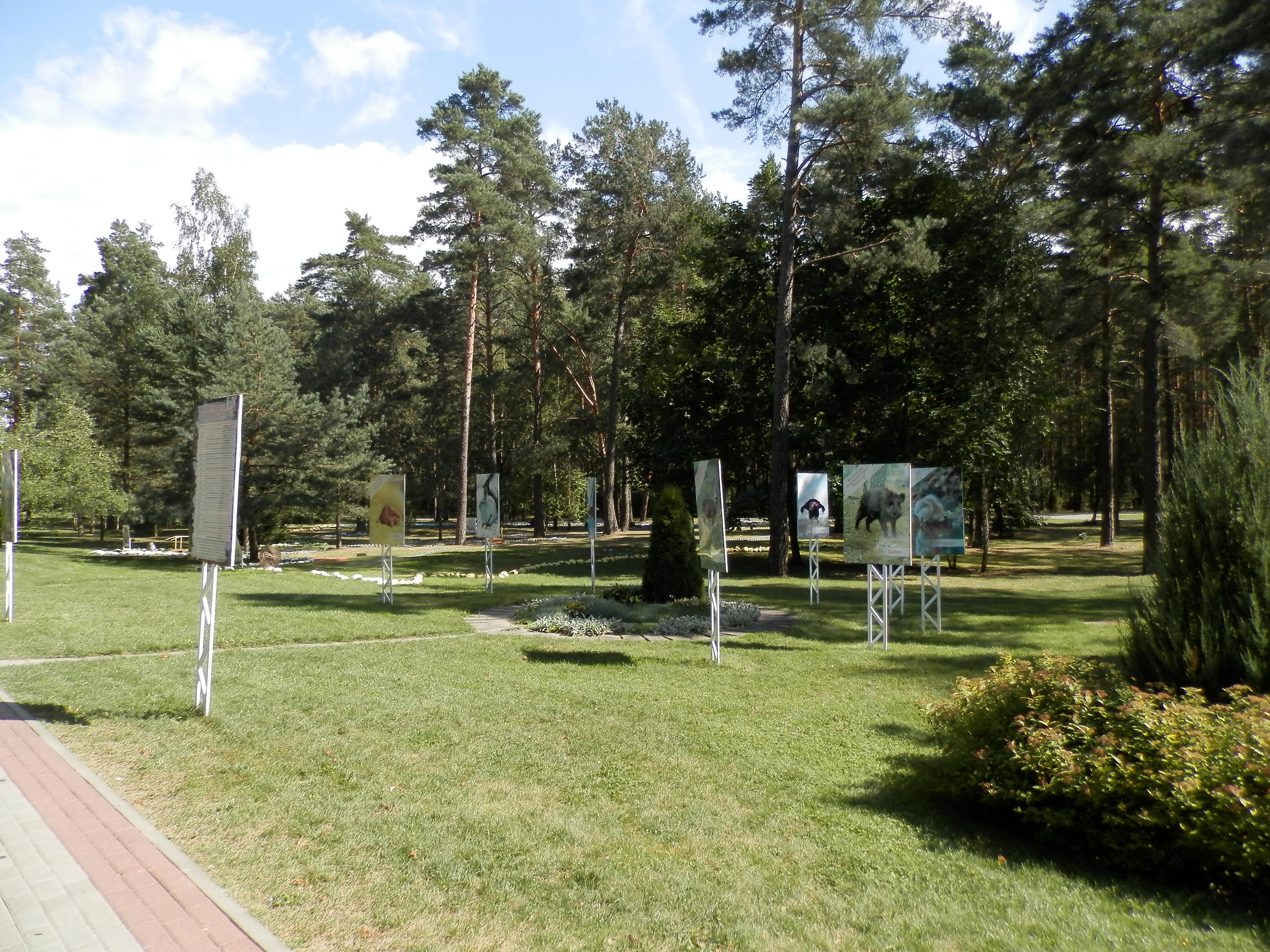
Ландшафтная карта Республики Беларусь
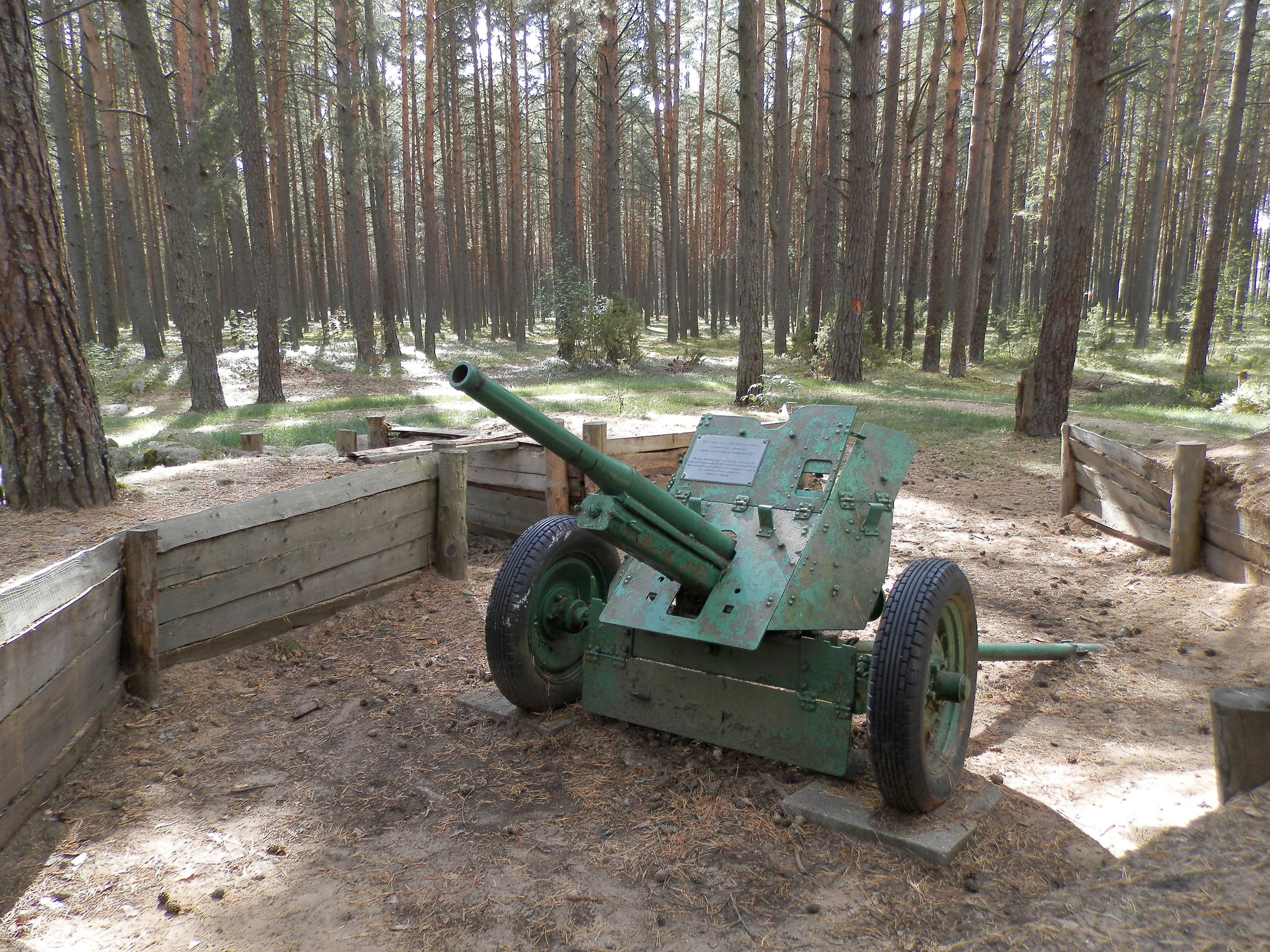
45-мм пушка имени Героя Советского Союза Петра Тихоновича Пономарёва. Подарена в честь 50-летия ВЛКСМ воинами-комсомольцами Краснознамённого Белорусского военного округа
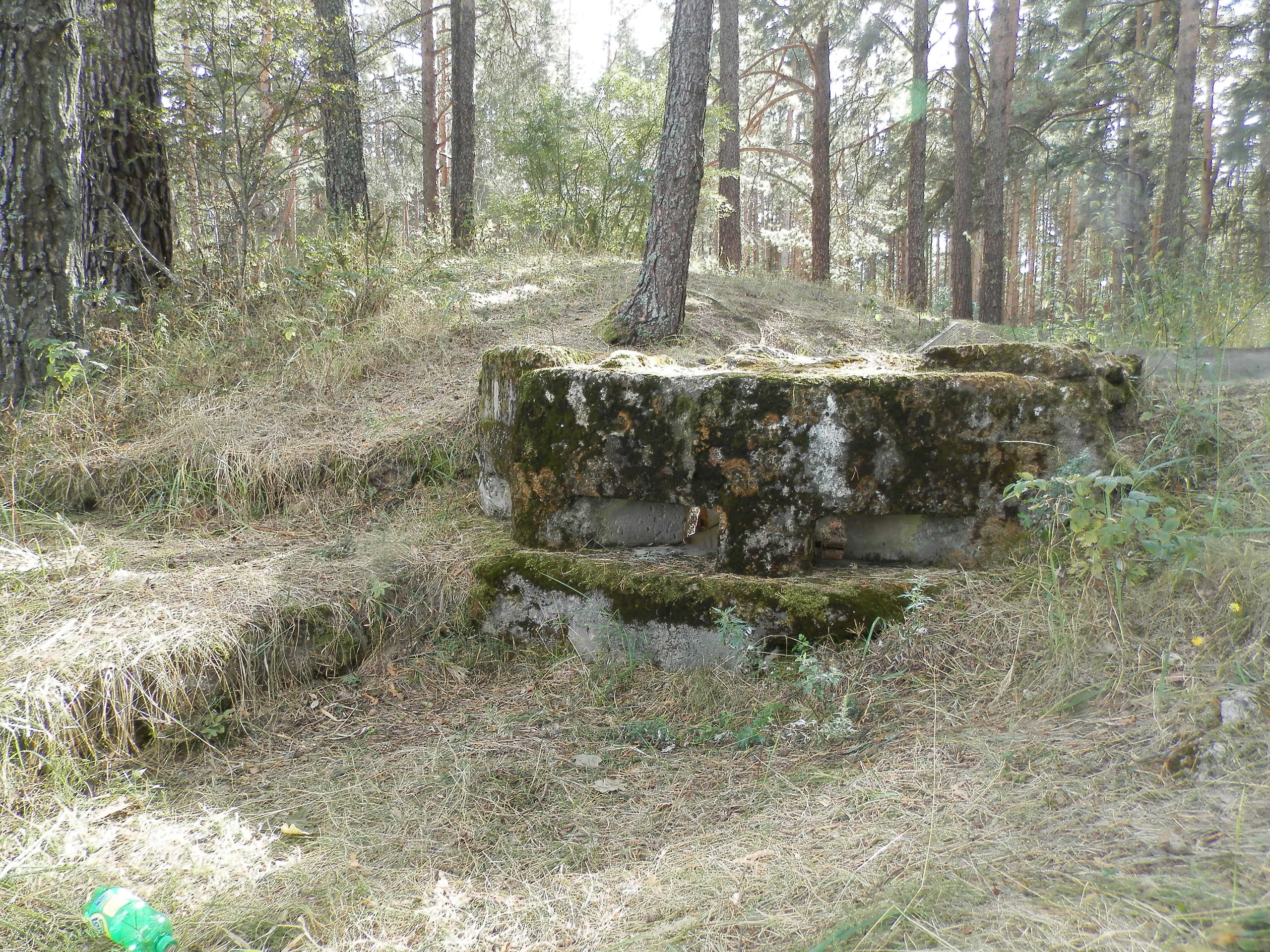
Дот времён Первой мировой войны
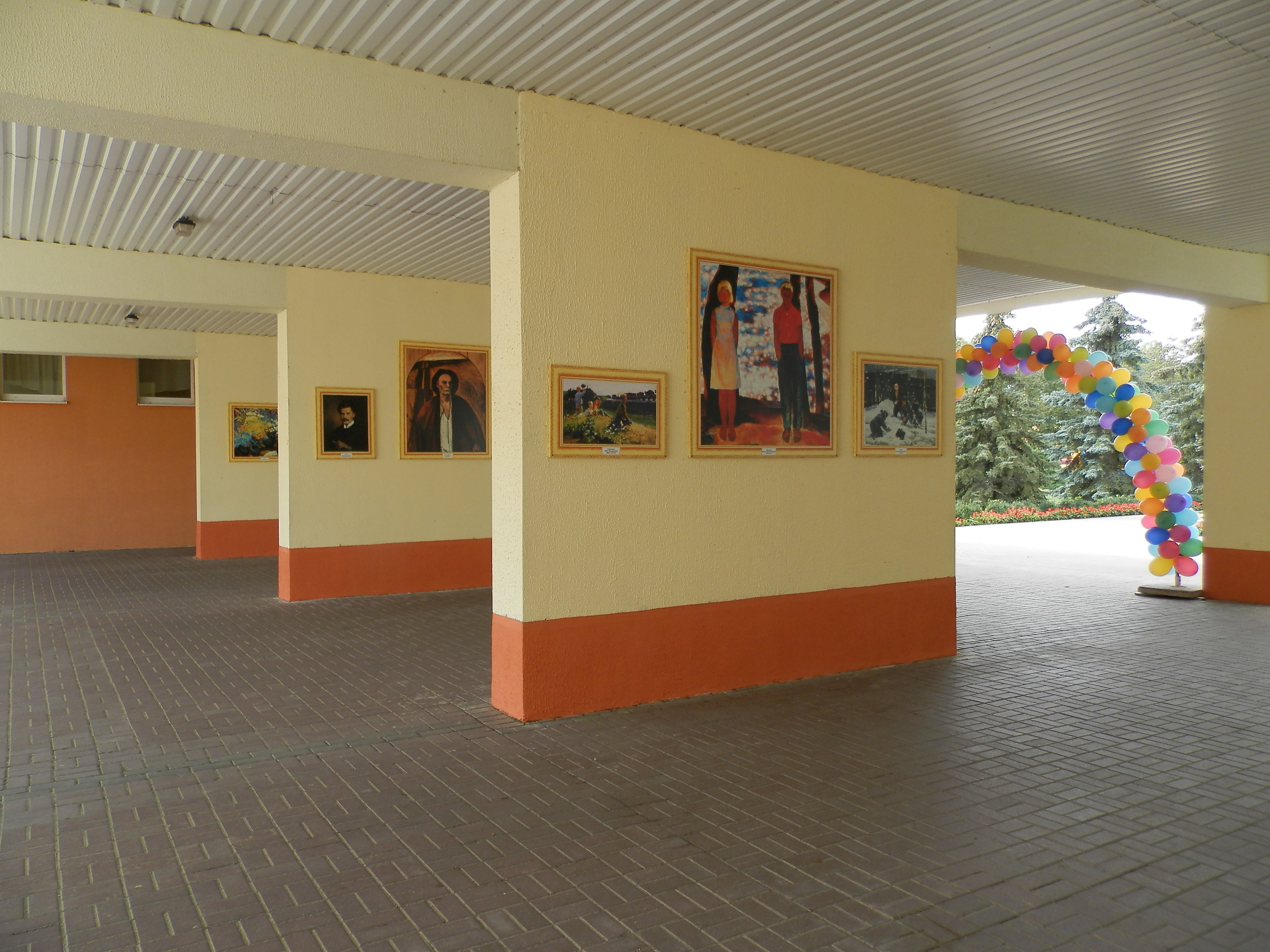
Картинная галерея под открытым небом. Посвящена известным белорусским художникам

## Ближайшие воспитательно-оздоровительные учреждения
- Минский городской детский оздоровительный лагерь «Лидер» (п. Ждановичи)[3]
- Детский реабилитационно-оздоровительный центр «Надежда» (Минская область, Вилейский район, д. Будище)[4]

## Гимн Зубрёнка
Здравствуй, Зубрёнок
```
Позади уже дорога
Здравствуй, лагерь дорогой
Волновались мы немного
Перед встречею с тобой.
```

```
Здравствуй, «Зубрёнок»,
И лес зелёный,
Синяя Нарочь и быстрый ручей.
Здесь для мальчишек
И для девчонок
Сказочный город из солнечных лучей.
Сказочный город из солнечных лучей.
```

```
Я из Минска, ты из Бреста,
Это, право, не беда,
Будет здесь нам интересно
Будет дружба навсегда.
```

```
Здравствуй, «Зубрёнок»,
И лес зелёный,
Синяя Нарочь и быстрый ручей.
Здесь для мальчишек
И для девчонок
Сказочный город из солнечных лучей.
Сказочный город из солнечных лучей.
```

```
А уедем из «Зубрёнка»
Все в родные города,
Но «Зубрёнка» голос звонкий
Не забудем никогда.
```

```
Здравствуй, «Зубрёнок»,
И лес зелёный,
Синяя Нарочь и быстрый ручей.
Здесь для мальчишек
И для девчонок
Сказочный город из солнечных лучей.
Ла-ла-ла-ла-ла,
Ла-ла-ла-ла-ла,
Сказочный город из солнечных лучей.
```